# Multioppia simplitricha
Multioppia simplitricha är en kvalsterart som beskrevs av Pranabes Sanyal och Bhaduri 1989. Multioppia simplitricha ingår i släktet Multioppia och familjen Oppiidae. Inga underarter finns listade i Catalogue of Life.